# Sayf ibn Dhi Yazan

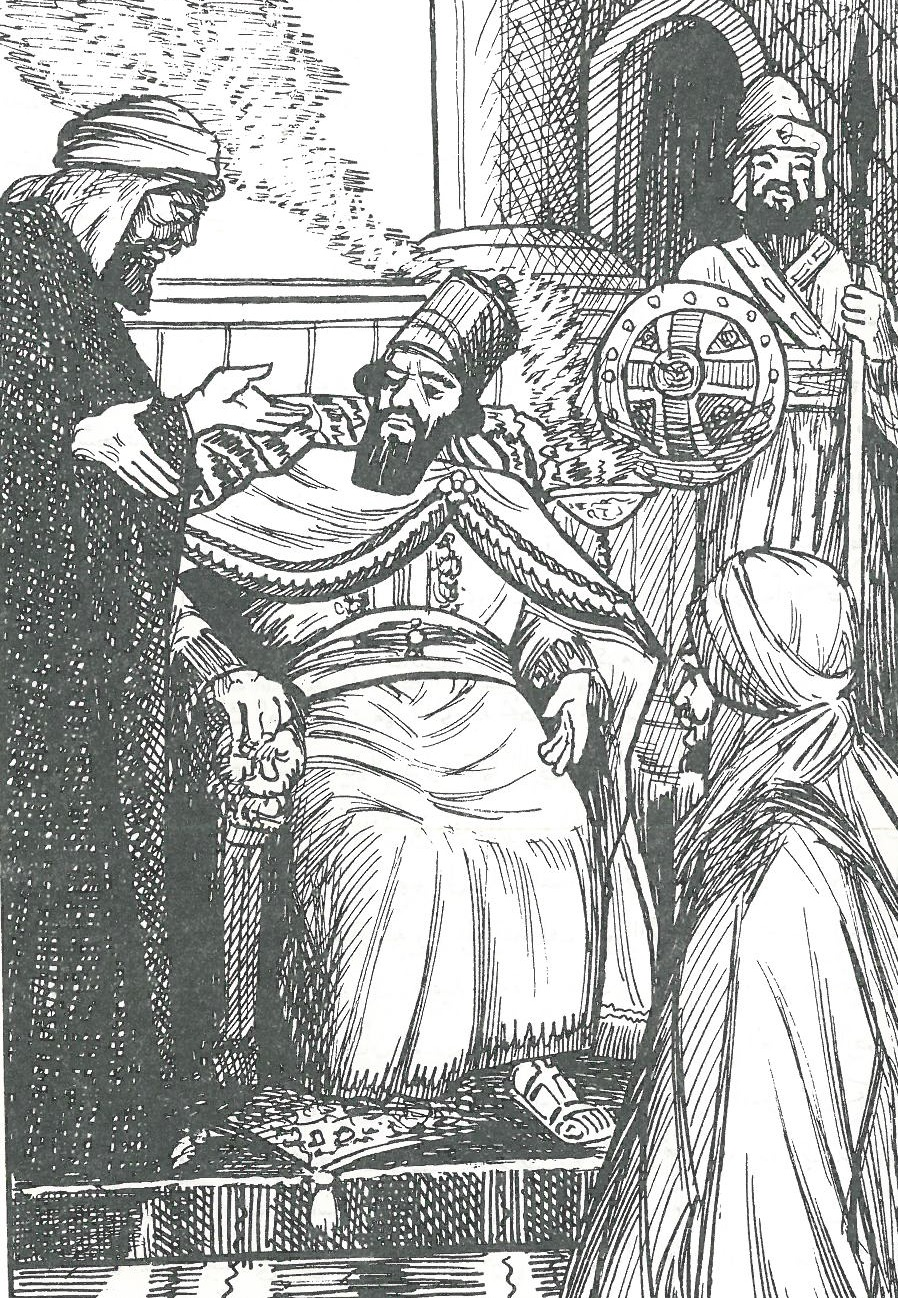
Illustrazione del 1935 in cui Sayf chiede aiuto militare all'Imperatore sasanide Khosrau I.

Abū Murra Sayf ibn Dhī Yazan (in arabo ﺍﺑﻮ ﻣﺮة سيف بن ذي يزن‎?) fu un sovrano Himyarita dell'attuale Yemen, vissuto tra il 516 e il 578 d.C., noto per aver posto fine al dominio aksumita dell'Arabia meridionale grazie all'aiuto concessogli dall'Impero sasanide persiano..
Per riconquistare la sua patria yemenita occupata dagli Abissini di Aksum, Sayf si rivolse a Khosrau I, Imperatore sasanide. Khosrau glielo concesse e inviò 800 guerrieri al comando dello Spahbod Vahrez. Masruq ibn Abraha, re in Yemen per volere del Negus (ma resosi autonomo già con suo padre Abraha), si scontrò con costoro ma fu sconfitto nella battaglia dell'Hadramawt. I Sasanidi avanzarono per conquistare Ṣanʿāʾ e Sayf fu reintegrato sul trono con l'intesa che avrebbe versato tributi a Khosrau. Egli fu successivamente pugnalato da servitori etiopici e i Sasanidi riconquistarono allora lo Yemen e Vahrez fu quindi insediato come Governatore dello Yemen accanto al figlio di Sayf.

## Nella cultura di massa
Sayf è entrato nell folklore arabo grazie alla sua biografia, assai diffusa (Sīrat Sayf ibn Dhī Yazan) che narra le sue imprese belliche del suo regno umano e mitico (ricco di jinn), che mescola fatti storici col folklore e la mitologia arabe.